# Řepičtí ze Sudoměře
Řepičtí ze Sudoměře byli starý český vladycký rod pocházející ze Sudoměře na Strakonicku. Mají shodný původ i erb s Kunaši z Machovic.

## Historie
Jméno nosí podle bratrů Nedamíra z Machovic a Kunáška ze Sudoměře, kteří založili obě vladycké rodiny. Vladykové ze Sudoměře mimo Řepice drželi i Dívčice, Doubravici, Sedlec a panství na Sušicku. Zprávy o rodu jsou řídké, většinou spojené se záznamem vlastnictví či prodeje drobného majetku. Příslušníci rodu nezastávali většinou ani žádné nižší úřady ani nesloužili ve vojsku.
Adam Řepický ze Sudoměře se vypracoval až na post královského podkomořího, poté jistou dobu působil jako hejtman Starého Města pražského, od roku 1548 vykonával funkci královského rady soudního dvora. Účastnil se jízdy poselstva proti králi Maxmiliánovi, jenž se vracel ze Španělska, avšak zemřel cestou v Itálii a pohřbili jej v Miláně.
Jiřího Řepického ze Sudoměře zavraždil okolo roku 1544 Václav Voračický. Josef Řepický se koncem 18. století odstěhoval do Salcburku, další členové rodu žili v Praze, kde vlastnili dům v Žitné ulici. Josefem Antonínem koncem 19. století rod vymřel.

## Erb
Ve štítu s příčným pruhem jsou v horní polovině dvě linie, v dolní polovině jedna. V klenotu se nachází poprsí muže s kloboukem a péry.

## Příbuzenstvo
Spojili se s Šternberky, Malovci, Dvořeckými z Olbramovic.